# Contatto/So Fine So Nice
Contatto/So Fine So Nice è il 30° 45 giri di Patty Pravo, pubblicato nel 1987 dalla casa discografica Carrere incluso nell'album Pigramente signora.

## Accoglienza
Il singolo non entrò in classifica.

## I brani

### Contatto
Contatto è una canzone scritta da Franca Evangelisti e Vito Pallavicini. La produzione e l'arrangiamento sono di Toto Torquati. Col brano, Patty Pravo partecipò al Festivalbar 1987. Il brano fu incluso nell'album Pigramente signora.

### So Fine So Nice
So Fine So Nice, la canzone sul lato B, fu scritta da Franca Evangelisti, Ruggero Cini e Nicoletta Strambelli. La produzione e l'arrangiamento sono di Toto Torquati. Il brano fu incluso nell'album Pigramente signora.

## Tracce
Lato A
1. Contatto - 5:03

Lato B
1. So Fine So Nice - 4:16

- sull'etichetta è erroneamente riportata la durata di 3:59 per tutti e due i brani